# Jerzy Grasberg
Jerzy Grasberg (ps. „Jurek”, zm. 1 sierpnia 1944) – polski działacz harcerski żydowskiego pochodzenia, harcmistrz ZHP. Podczas wojny redaktor Biuletynu Informacyjnego i współpracownik Haszomer Hacair. Rozstrzelany w niewyjaśnionych okolicznościach przez Armię Krajową w pierwszym dniu powstania warszawskiego.

## Życiorys
Przed wojną Grasberg studiował agronomię w Uniwersytecie Warszawskim. Podczas studiów udzielał się w żydowskim ruchu harcerskim i Związku Harcerstwa Polskiego, gdzie poznał m.in. Antka Cukiermana i Aleksandra Kamińskiego, późniejszego redaktora podziemnej prasy i autora Kamieni na szaniec. W ZHP został instruktorem, dosłużył się stopnia harcmistrza.
W listopadzie 1940 roku został przesiedlony do getta warszawskiego. Pomimo zamknięcia w getcie, Grasberg został jednym ze współpracowników podziemnego „Biuletynu Informacyjnego”. Był korespondentem „Biuletynu” z terenu „dzielnicy żydowskiej”, a od 1941 także jego redaktorem do spraw żydowskich. Donosił m.in. o wielkiej akcji deportacyjnej w getcie w 1942 roku, o warunkach bytowych zamkniętej w nim ludności i o sytuacji Żydów w innych częściach kraju. Tworzył także krótkie notki informacyjne na temat codziennego życia za murami gett. Równocześnie działał także w organizacji Haszomer Hacair i służył jako łącznik z Szarymi Szeregami. W 1942 roku, po utworzeniu Żydowskiej Organizacji Bojowej próbował wstąpić do niej wraz z grupą harcerzy, jednak sprzeciwić się temu miał Mordechaj Anielewicz.
W marcu 1943 roku przy pomocy Kamińskiego wydostał się z getta na tzw. „stronę aryjską”, gdzie ukrywał się wraz z żoną, Lubą Grasberg w domu przy ulicy Pańskiej 5. Z powodu „niearyjskiego wyglądu” musiał stale pozostawać w mieszkaniu.
Mieszkanie opuścił najprawdopodobniej wieczorem 1 sierpnia 1944 roku, z zamiarem przyłączenia się do powstania warszawskiego. Został jednak zatrzymany przez żandarmerię Armii Krajowej i rozstrzelany w niewyjaśnionych dotąd okolicznościach. Wedle większości przekazów został aresztowany jako podejrzany o szpiegostwo lub kolaborację z Niemcami pierwszego dnia powstania warszawskiego. Zdaniem Marka Edelmana żandarmom wydało się podejrzane, że posiadał fałszywe dokumenty oraz broń.
Nie jest jasne, czy motywy jego zabójców były antysemickie, czy padł ofiarą zwykłego nieporozumienia, czy też może antyszpiegowskiej psychozy ogarniającej ludność oblężonego miasta. Śmierć Grasberga zaważyła na losach ocalałych bojowników Żydowskiej Organizacji Bojowej, którzy z obawy przed Armią Krajową zdecydowali się przyłączyć do Armii Ludowej.
Żona Grasberga przeżyła wojnę, dzień przed powstaniem wyjechała z miasta i została odcięta na Pradze, gdzie doczekała nadejścia wojsk radzieckich.